# Aphelenchidae
Aphelenchidae é uma família de nematóides pertencentes à ordem Aphelenchida.

## Géneros
Géneros:
- Aphelenchus Bastian, 1865
- Bursaphelenchus Fuchs, 1937
- Cryptophelenchus